# مهرجان جايا الموسيقي
يوصف مهرجان جايا الموسيقي الذي أسسه عازفة الكمان جويندولين ماسين بأنه أحد أهم المهرجانات في سويسرا. يقام المهرجان في أوبرهوفن على بحيرة ثون، عادة في شهر مايو. المهرجان غير هادف للربح.

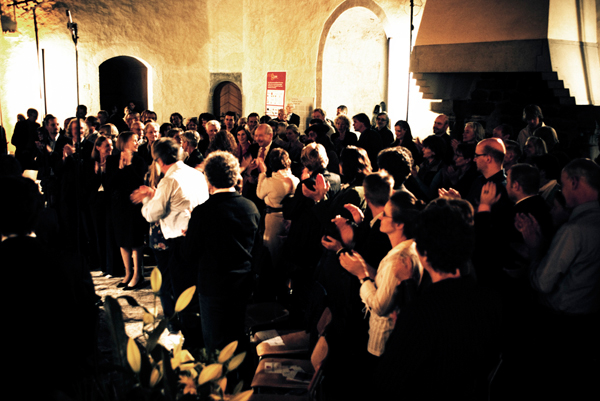
مهرجان جايا الموسيقي

من عام 2010 حتى عام 2014، كان دافيد زينمان راعي المهرجان.

## تاريخ المهرجان
تأسست قاعة مهرجان موسيقى  جايا في عام 2006، وتم استضافته بالقرب من شتوتغارت، حيث تمت مكافأته بعامين متتاليين من البرامج التي نالت الإشادة والقاعات التي تم بيعها بالكامل. تم تكريم المهرجان مع  جائزة الثقافة لتأثيره البارز على المشهد الثقافي. في عام 2009، ظهر المهرجان لأول مرة في مدينة ثون وحولها. في عام 2014، تم تغيير اسم المهرجان إلى مهرجان جايا الموسيقي. في عام 2015، جعل المهرجان مدينة أوبرهوفن الواقعة على بحيرة ثون موقعًا مركزيًا لها.

## موسيقيو المهرجان
كل عام، يقضي الفنانون من جميع أنحاء العالم أكثر من أسبوع على الأقل في العيش والعمل معًا في ثون. ساهم المدعوين الذين يعكسون أهداف جايا في عالم الفنون بطرق غير عادية ومثيرة. قدم حتى الآن أكثر من ثمانين فنانًا في مهرجان جايا.

## الفنانون المميزون
الكمان: غابرييل أدورجان، شموئيل أشكناسي، ساندرين كانتوريجي، دانيال جارليتسكي، فيليب جرافين، أنك ديل، إيليا هوفمان، إستر هوب، ونجي كيم، بيل كيون بول كيم، يورا لي، جويندولين ماسين، رونالد ماسين، جينا ماريا ماكجينير، لينا نيودوير سيرجي أوستروفسكي، إيغور أوزيم، روزان فيليبينز، راحيل ريلينج، سفيتلين روسيف، تاتيانا صموئيل، ليزا شاتزمان، أرتيوم شيشكوف، ألكسندر سيتكوفيتسكي، جان تاليش، كيريل تروسوف، إيزابيل فان كولين، ماري إلين وودسايد.
فيولا: أليساندرو داميكو، غاي بن زيوني، جيرار كوسيه، إيزابيل كاريسيوس، بليث تيه إنغستروم، جان غرونينغ، إيليا هوفمان، يورا لي، آنا ليبكيند، ليلي مايغالا ، فلاديمير مندلسون ، ناتاليا تشيتش ، لارس أندرس تومسون ميخائيل زمتسوف ودانا زمتسوف.
التشيلو: دافيد أدورجان ، كلاوديو بوهوركيز ، ألكسندر شاوشيان ، ناتالي كلين ، كريستوف كروازي ، توماس ديمنجا ، كيارا إندرل ، كريستوفر فرانزيوس ، بافيل جومزياكوف ، فرانس هيلميرسون ، لويز هوبكنز ، كريستوفر جيبسون ، غاي جونستون ، أليكسي كيسيلوك ، جاي جونستون ، أليكسي كيسيلوك فيليب مولر ، ديفيد بيا ، رافائيل روزنفيلد ، تيمورا روسلر، مارتي روسي، جاكوب سبان، توريليف ثيدين، إستفان فارداي، كويرين فيرسين.
سيمبالوم: ميكلوس لوكاش
البيان القيثاري: فيتال جوليان فراي
كونتراباس: جيمس أويسي، ماسيمو بينكا
الفلوت: جان تومسن، كاسبار زيندر
الكلارينيت: ريتو بييري، دون لي، كريستوفر سوندكفيست، يفغيني يهودين
الباسون: مارتن كوسكمان
الساكسفون: دانيال شنايدر
بيانو: جوليا بارثا، ألاسدير بيتسون، سيمون بوشر،  فينجين كولينز، بيتر فرانكل، روبرت كوليك، ألكسندر لونكويش، ألكسندر مادزار، فينسينزو مالتيمبو، هانس مينار، باسكال روجي، ماريانا شيرينيان، سيدريكا بيسكوفا، رومان زاسلافسكي، بلينت زولدوس
ميزو سوبران: جوردانكا ميلكوفا، ستيفاني زانتو
القيثارة: سارة المسيح، جانا بوشكوفا
الإيقاع: بافيل بياليايو، أندريه بوشكاريف
الفرق: آرييل الرباعية ، رباعية أفيف ، أوركسترا حجرة غرازوسو للفلهارمونية الوطنية المجرية ، هاس ومان ، الرباعية ليبكيند ، ميريل الرباعية ، ميليسما ساكسفون الرباعية ، فرقة أوريجين (ليا فالنتين (كمان) ، بريانكا رافانيلي (كمان) ، أليكسينا باربي (كمان) ، مارتن موريارتي (فيولا) ، باتريك موريارتي (تشيلو)) ، كواتور إرنست ؛ فرقة تونس سترينغ الرباعية ، أوركسترا حجرة الأوتار الأوروبية الشابة ، يورودني.

## دروس متقدمة
في كل عام ، يقوم فنانون ومعلمون مشهورون دوليًا بتدريب العازفين الشباب. خلال (جايا ماجستير)، يتم اختيار عازف الآلات أو فرقة موسيقى الحجرة الواعدة المشاركة في دروس ماستر كلاس المفتوحة للعودة في العام التالي - كفنان ضيف خلال مهرجان الموسيقى السنوي.

## المدير الفني
المدير الفني ومؤسس مهرجان جايا هو عازف الكمان جويندولين ماسين.

## تاريخ المهرجان
- مهرجان جايا الموسيقي 2009: موسيقى برامز ودفوراك وبروكوفييف.
- مهرجان موسيقى جايا 2010: موسيقى Atterberg و Bruch و Schumann & Weiner.
- مهرجان جايا للموسيقى 2011: موسيقى بيرج و بلوخ و ديبوسي و ليجيتي ، ويبرن.
- مهرجان جايا للموسيقى 2012: موسيقى Krenek & Webern.
- مهرجان موسيقى جايا  GAIA 2013: موسيقى Hiller & Piazzolla.
- مهرجان موسيقى 2014: موسيقى بريدج وبريتن.
- مهرجان جايا للموسيقى 2015: موسيقى De Falla و Medtner و Schnyder.
- مهرجان جايا الموسيقي 2016: موسيقى بيتهوفن وموسورجسكي وبوبر وسترافينسكي.
- مهرجان جايا للموسقى2017: موسيقى Liszt و Beethoven و Ravel.

## روابط خارجية
- مهرجان جايا
- قناة مهرجان جايا في اليوتيوب
- حساب مهرجان جايا في الفيسبوك